# Eskil Gøye
Eskil Mogensen Gøye, född 1450, död 1506, var ett danskt riksråd och marsk, gift med Mette Eriksdatter Rosenkrantz (1460–1503, dotter till Erik Ottesen Rosenkrantz och Sofie Henriksdatter Gyldenstjerne). De fick sönerna Mogens och Henrik Gøye. Han deltog 1483 ff. i Kalmarmötena och anförde 1497 hären på tåget till Sverige.